# M61

Lägeskarta.

M61 är en motorväg i Storbritannien som går mellan Preston och Manchester. Motorvägen ansluter till motorvägen M60 i Manchester och vid Preston ansluter den till motorvägarna M6 och M65. Den är 36 kilometer lång.